# Stictoleptura bartoniana
Stictoleptura bartoniana là một loài bọ cánh cứng trong họ Cerambycidae.